# Eupithecia grossbeckiata
Eupithecia grossbeckiata är en fjärilsart som beskrevs av Louis W. Swett 1907. Eupithecia grossbeckiata ingår i släktet Eupithecia och familjen mätare. Inga underarter finns listade i Catalogue of Life.